# دانه‌خوار سیاه‌سفید
دانه‌خوار سیاه‌سفید (نام علمی: Sporophila luctuosa) نام یک گونه از سرده دانه‌خوارهای اصلی است.

## نگارخانه

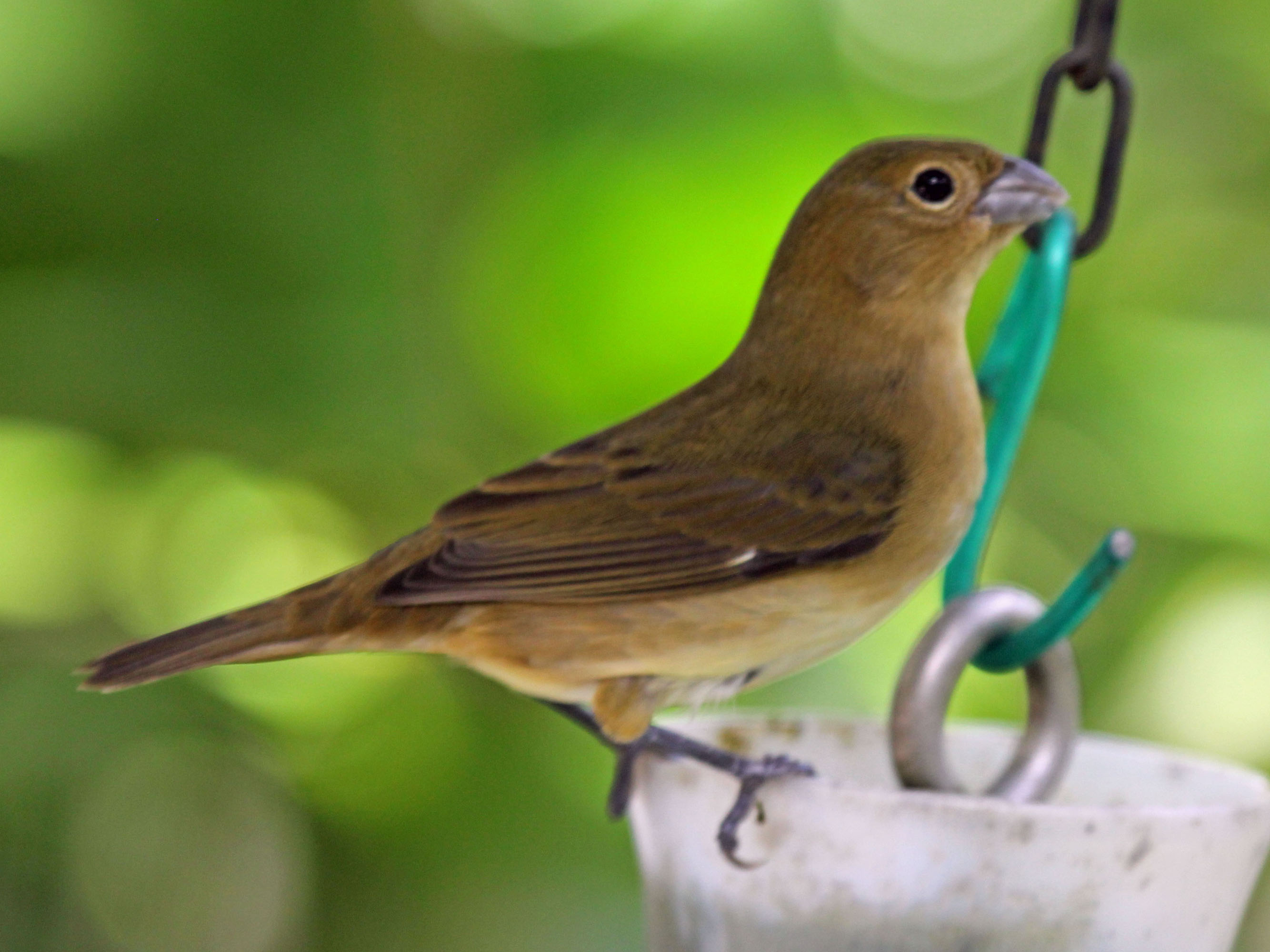
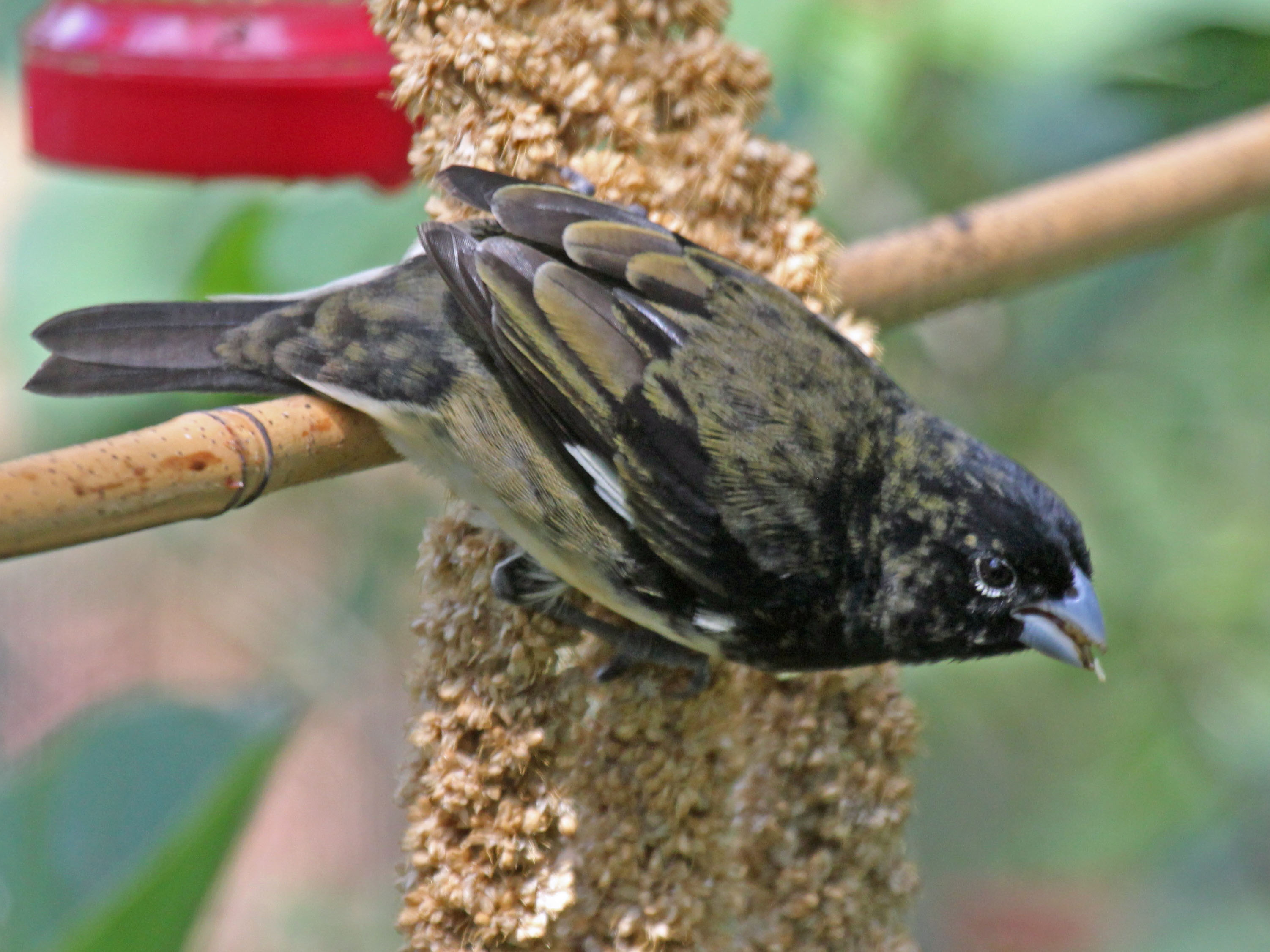
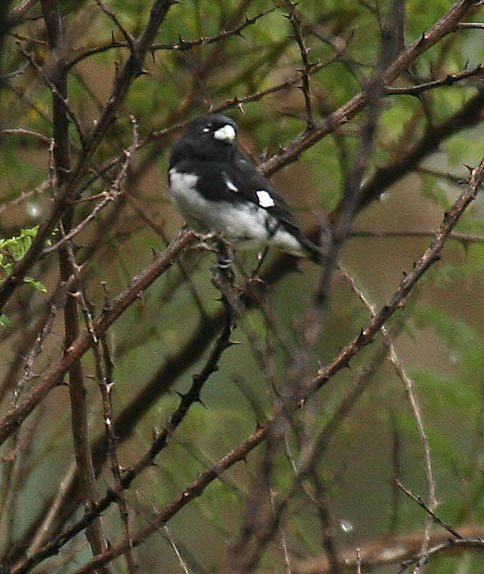